# Vladímir Kondra
Vladímir Kondra (en rus: Владимир Кондра) (Vladikavkaz, Unió Soviètica 1950) és un jugador de voleibol soviètic, ja retirat, que destacà a la dècada del 1970.

## Biografia
Va néixer el 16 de novembre de 1950 a la ciutat de Vladikavkaz, població situada a la República d'Ossètia del Nord, que en aquells moments formava part de la Unió Soviètica i que avui en dia forma part de Rússia.

## Carrera esportiva
Membre dels clubs del Spartak de Grozni i del Dynamo Sotxi, als 21 anys va participar en els Jocs Olímpics d'Estiu de 1972 realitzats a Múnic (Alemanya Occidental), on va aconseguir la medalla de bronze amb el combinat soviètic de voleibol masculí. En els Jocs Olímpics d'Estiu de 1976 realitzats a Mont-real (Canadà) aconseguí la medalla de plata en aquesta competició, i en els Jocs Olímpics d'Estiu de 1980 realitzats a Moscou (Unió Soviètica) aconseguí la medalla d'or.